# Wolfgang Krach
Wolfgang Krach (* 5. Juni 1963 in Regensburg) ist ein deutscher Journalist und seit dem 1. April 2015 gleichberechtigter Chefredakteur, zuerst mit Kurt Kister, seit Juli 2020 mit Judith Wittwer, bei der Süddeutschen Zeitung in München.

## Tätigkeiten
Nach dem Abitur 1982 am Gymnasium in Hilpoltstein und anschließendem Zivildienst absolvierte Wolfgang Krach von 1984 bis 1986 ein Redaktionsvolontariat beim Donaukurier in Ingolstadt. Danach arbeitete er ein Jahr als Lokalredakteur und Rathaus-Reporter für die Zeitung. 1987 begann er ein Studium der Philosophie an der von Jesuiten geführten Hochschule für Philosophie München. 1989 brach er das Studium ab, um einen Posten als landespolitischer Korrespondent des Donaukuriers in München zu übernehmen. Nach Mutmaßungen des Nachrichtenmagazins Der Spiegel wurde ihm nach kritischer Berichterstattung 1992 auf Druck des damaligen bayerischen Ministerpräsidenten Max Streibl gekündigt. Hierauf wurde Krach politischer Reporter bei der Illustrierten Stern. Krach wechselte 1997 zum Spiegel. Nach dem Regierungsumzug nach Berlin wurde Krach stellvertretender Leiter des Spiegel-Büros in Berlin. Anschließend übernahm er die Leitung des Deutschland-Ressorts in der Spiegel-Zentrale in Hamburg.
2003 wurde Krach geschäftsführender Redakteur und Chef des neu geschaffenen Newsdesks bei der Süddeutschen Zeitung in München. Zum 1. Juni 2007 erfolgte die Berufung zum stellvertretenden Chefredakteur der SZ. Ab 2011 bildete er gemeinsam mit Kurt Kister und Heribert Prantl die Chefredaktion der Zeitung. Der Herausgeberrat der Süddeutschen Zeitung berief Krach mit Wirkung zum 1. April 2015 zum gleichberechtigten Chefredakteur neben Kister.
Seit Juli 2020 führt er gemeinsam mit Judith Wittwer die Chefredaktion, wobei die bis dahin bestehenden getrennten Zuständigkeiten für Print und Online entfielen.

## Kontroversen
Am 10. Januar 2016 entschuldigte sich Krach für ein Titelbild zum Thema sexuelle Gewalt, das Leser als „sexistisch und rassistisch“ kritisiert hatten.
Am 20. Oktober 2020 entschuldigte sich Krach gemeinsam mit der Co-Chefredakteurin Judith Wittwer für einen von Lesern als antisemitisch kritisierten Artikel des Musikkritikers Helmut Mauró über den Pianisten Igor Levit. Allerdings hatte Krach zuvor in einer Mail an Levit betont, „hinter dem Text zu stehen“, was diesen nach eigenen Worten „am meisten getroffen“ habe. Andere Zeitungen warfen Krach daraufhin vor, mit der „hochnotpeinlichen“ und „unglaubwürdigen“ Entschuldigung (Berliner Zeitung), dem „hasenfüßigen Kotau“ (Neue Zürcher Zeitung),  vor einem „Shitstorm zurückgewichen“ zu sein (Die Welt), dem Autor „den Schutz entzogen“ (FAZ) und den Journalisten seiner Zeitung eine „künftige Grenze“ aufgezeigt zu haben (The European). Die Zeitung habe „Stolz und Unabhängigkeit“ verloren, Krachs Reaktionen seien eine „Bankrotterklärung der eigenen Lese- und Urteilskompetenz“ (Focus).
Im April 2022 berichtete das Medium Magazin über „harte interne Kritik“ aus der Redaktion am Führungsstil Krachs und Wittwers. Ihnen wurde ein Mangel an „Wertschätzung“ gegenüber der Redaktion sowie an „publizistischem Weitblick“ vorgeworfen.
Im November 2023 räumte Krach ein, dass die Berichterstattung der Zeitung über Jens Söring, der in den USA als Doppelmörder verurteilt worden ist, nicht die nötige Distanz zu dem Fall eingehalten habe, und entschuldigte sich bei den Lesern dafür; zuvor hatten sich Redakteure der Zeitung intern „sehr unzufrieden“ über sein Krisenmanagement geäußert. Der Medienkritiker Stefan Niggemeier hatte der SZ einen einseitigen Kampagnen-Journalismus zugunsten von Söring vorgeworfen, die FAZ schrieb von „Kumpanei“ mit diesem.
Im Dezember 2023 verteidigte Krach seine Stellvertreterin Alexandra Föderl-Schmid gegen den Vorwurf, in Artikeln Textfragmente aus anderen Quellen ohne Kennzeichnung übernommen zu haben, und bezeichnete einen entsprechenden Bericht des Branchendienstes Medieninsider als „Verleumdung“. Vom Redaktionsausschuss wurde angemerkt, dass sich viele Mitglieder der Redaktion nicht trauten, sich offen mit Kritik zu Wort zu melden. Medieninsider warf der SZ unter Krach daraufhin vor, in der Causa eine Verschwörungstheorie zu spinnen. Der Medienkritiker Stefan Niggemeier bezeichnete Krachs Reaktion auf die Abschreibvorwürfe als „unterirdisch“. Bei einer Redaktionskonferenz Ende Januar 2024 musste Krach zugeben, dass er die Anweisung gegeben habe, Festnetzanschlüsse und E-Mail-Kontakte von Redaktionsmitgliedern zu überprüfen, um den Informanten des Medieninsiders zu ermitteln. Die Vorstandssprecherin der deutschen Abteilung der NGO Reporter ohne Grenzen, Katja Gloger, erklärte dazu: „Das Vorgehen der SZ-Chefredaktion wirft hinsichtlich des journalistischen Grundprinzips des Quellenschutzes ernsthafte Fragen auf. Es ist bedenklich, dass die Quellen von Medieninsider ins Visier dieser Suchaktion rückten.“
Laut einem Bericht des Spiegels konnte während des Bundestagswahlkampfes 2021 der enge Vertraute des SPD-Kanzlerkandidaten Olaf Scholz, Wolfgang Schmidt, über Krach Einfluss auf die Berichterstattung der SZ über Scholz’ Rolle im Cum-Ex-Skandal nehmen. Demnach beschwerte sich Schmidt bei Krach persönlich per Mail an Krach über einen Autor der Zeitung, woraufhin Krach geantwortet haben soll: „Ich habe ihm gesagt, dass ich einen Teil deiner Kritik nachvollziehen kann und berechtigt finde. Wenn du magst, können wir gerne dazu telefonieren“. Der Kollege und weitere Kollegen, so Krach weiter, „wollen noch mal was machen zu der Causa in den nächsten Wochen“: „Ich habe ihn gebeten, dich/euch in jedem Falle vorher zu kontaktieren, wenn es konkrete Fragen gibt.“